# Hemaris syra
Hemaris syra là một loài bướm đêm thuộc họ Sphingidae. Loài này có ở phía nam và phía đông Thổ Nhĩ Kỳ, phía tây Zagros Mountains và dãy núi phía bắc Alborz của Iran, the Kopet Dag Mountains của Turkmenistan, phía tây Jordan và phía bắc Israel. Nơi sinh sống gồm những nơi có nhiều cây gỗ, đặc biệt là Lonicera mọc vươn lên từ cây bụi thấp. Loài này có ở around 1,000 mét altitude phía nam Thổ Nhĩ Kỳ và từ 1500 đến 1600 mét ở bắc Israel.
Sải cánh khoảng 35–48 mm. Cá thể trưởng thành mọc cánh từ giữa tháng 5 tới giữa tháng 6, with a partial to full second generation vào tháng 8.
Ấu trùng có lẽ ăn các loài Lonicera.